# Stade olympique de Jinan
 (avril 2025).
Si vous disposez d'ouvrages ou d'articles de référence ou si vous connaissez des sites web de qualité traitant du thème abordé ici, merci de compléter l'article en donnant les références utiles à sa vérifiabilité et en les liant à la section « Notes et références ».
Le stade olympique de Jinan (en chinois : 济南奥林匹克体育中心), est un stade multisports située dans la ville de Jinan dans la province du Shandong en Chine. Il a une capacité de 56 808 places.
Le stade est loué par le club Shandong Luneng Taishan.